# Kieftite
La kieftite (simbolo IMA: Kie) è un raro minerale del supergruppo della perovskite, all'interno del quale viene collocato nel gruppo delle perovskiti non stechiometriche e da lì al sottogruppo della skutterudite; appartiene alla famiglia minerale dei "solfuri e solfosali" e possiede composizione chimica CoSb3.

## Etimologia e storia
La kieftite è stata chiamata in questo modo da R.T.M. Dobbe, W. Lustenhouwer e M.A. Zakrzewski nel 1994 in onore di Cornelis Kieft (1924 ‒ 1995), geologo e mineralogista olandese, per i suoi contributi alla mineralogia.

## Classificazione
La classica nona edizione della sistematica dei minerali di Strunz, aggiornata dall'Associazione Mineralogica Internazionale (IMA) fino al 2009, elenca la kieftite nella classe "2. Solfuri e solfosali (solfuri, seleniuri, tellururi; arseniuri, antimoniuri, bismuturi; solfoarseniuri, solfoantimonuri, solfobismuturi, ecc.)" e nella sottoclasse "2.E Solfuri metallici, M: S ≤ 1:2"; questa viene ulteriormente suddivisa in base al rapporto metallo/zolfo e alla composizione chimica del minerale, il modo da trovare la kieftite nella sezione "2.EC M:S = 1:>2" dove insieme a ferroskutterudite, nickelskutterudite e skutterudite forma il sistema nº 2.EC.05.
La medesima classificazione è mantenuta anche nell'edizione successiva, proseguita dal database "mindat.org" e chiamata Classificazione Strunz-mindat.
Nella Sistematica dei lapis (Lapis-Systematik) di Stefan Weiß la kieftite si trova nella classe dei "solfuri e solfosali (solfuri, seleniuri, tellururi, arsenuri, antimoniuri, bismutidi)" e nella sottoclasse dei "solfuri con [rapporto] metallo: S,Se,Te < 1:1", dove forma il sistema nº II/D.29 insieme a gaotaiite, iridisite, ferroskutterudite, nickelskutterudite e skutterudite.
Anche nella classificazione dei minerali secondo Dana, usata principalmente nel mondo anglosassone, la kieftite si trova nella classe dei "solfuri e solfosali" e nella sottoclasse dei "minerali solfuri"; qui è nella sezione dei "solfuri – compresi seleniuri e tellururi – con la composizione AmBnXp, con (m+n):p=1:2" dove forma il sistema nº 02.12.17 insieme a skutterudite, nickelskutterudite e ferroskutterudite.

## Abito cristallino
La kieftite cristallizza nel sistema cubico con il gruppo spaziale Im3 con le costanti di reticolo a = 9,0411(3) Å, oltre ad avere 8 unità di formula per cella unitaria.

## Origine e giacitura
La kieftite è stata trovata in giacimenti di skarn di solfuri polimetallici; qui è in paragenesi con argento nativo, bismuto nativo, bornite, calcopirite, dyscrasite, galena, gudmundite e tetraedrite.
Il minerale è molto raro ed è stato trovato solo in pochi siti: il campo minerario di rame-cobalto "Tunaberg" (58.63865°N 16.88516°E) situato nella contea di Södermanland in Svezia, che è considerata la località tipo della kieftite. Altro sito svedese per il minerale è la miniera "Zinkgruvan" presso Askersund (nella contea di Örebro).
L'unico altro sito conosciuto è in Marocco, la miniera "Bouismas" nella provincia di Zagora.

## Forma in cui si presenta in natura
La kieftite si presenta come cristalli subedrali o euedrali di color bianco-stagno di grandi dimensioni (fino a 400 pm) nella calcopirite. La lucentezza è metallica con trasparenza opaca; il colore del suo striscio è grigio.